# قائمة أندية كرة القدم في قطر
هذه القائمة تضم الأندية القطرية التي تلعب في الدوريات الرسمية التابعة لأتحاد كرة القدم القطري لموسم 2021-22 .

## دوري نجوم قطر
| الفريق  | المدينة | الملعب                | السعة  |
| ------- | ------- | --------------------- | ------ |
| الأهلي  | الدوحة  | ستاد حمد بن خليفة     | 18,000 |
| العربي  | الدوحة  | ستاد حمد الكبير       | 13,000 |
| الدحيل  | الدوحة  | ملعب عبدالله بن خليفة | 9,000  |
| الغرافة | الدوحة  | استاد ثاني بن جاسم    | 21,175 |
| الخور   | الخور   | استاد الخور           | 45,330 |
| الريان  | الريان  | استاد أحمد بن علي     | 40,740 |
| السد    | الدوحة  | ملعب نادي السد        | 15,000 |
| السيلية | الدوحة  | ستاد حمد بن خليفة     | 18,000 |
| الشمال  | الشمال  | ستاد الشمال           | 5,000  |
| الوكرة  | الوكرة  | ستاد الجنوب           | 40,000 |
| قطر     | الدوحة  | ملعب سحيم بن حمد      | 15,000 |
| أم صلال | الدوحة  | استاد ثاني بن جاسم    | 21,175 |

## دوري الدرجة الثانية القطري
| الفريق    | المدينة  | الملعب                  | السعة  |
| --------- | -------- | ----------------------- | ------ |
| الخريطيات | الخور    | استاد الخور             | 45,330 |
| لوسيل     | لوسيل    |                         |        |
| مسيمير    | مسيمير   |                         |        |
| معيذر     | معيذر    |                         |        |
| البدع     | الدوحة   |                         |        |
| المرخية   | الدوحة   | ملعب سعود بن عبد الرحمن | 12,000 |
| الوعب     | الوعب    |                         |        |
| الشحانية  | الشحانية | ستاد حمد الكبير         | 13,000 |

## أندية أخري
| الفريق  | المدينة | ملاحظات                                |
| ------- | ------- | -------------------------------------- |
| لاخويا  | الدوحة  | اندمج مع نادي الجيش وأصبح نادي الدحيل  |
| الجيش   | الدوحة  | اندمج مع نادي لاخويا وأصبح نادي الدحيل |
| التضامن | الدوحة  | أصبح اسمه أم صلال                      |
| الشباب  | معيذر   | غير اسمه إلي نادي معيذر                |
| النهضة  | مسيمير  | أصبح نادي مسيمير                       |
| الشعلة  | مسيمير  | أصبح نادي مسيمير                       |